# نوپسرها روفونوتاتیسپس
نوپسرها روفونوتاتیسِپس یک گونه سوسک از خانوادهٔ سوسک‌های شاخک‌دراز است. استفان فون برونینگ در سال ۱۹۶۰ این گونه را توصیف و بررسی کرد.[x]
Nupserha rufonotaticeps یک گونه سوسک از خانواده Cerambycidae است .  در سال 1960 آن را توصیف کرد.